# Châu Thới
Châu Thới là một xã thuộc tỉnh Cà Mau, Việt Nam.

## Địa lý
Xã Châu Thới có vị trí địa lý:
- Phía đông giáp xã Vĩnh Lợi
- Phía tây giáp xã Vĩnh Thanh
- Phía nam giáp xã Hòa Bình và xã Vĩnh Mỹ
- Phía bắc giáp thành phố Cần Thơ.

Xã Châu Thới có diện tích 91,54 km², dân số năm 2024 là 41.663 người, mật độ dân số đạt 455 người/km².

## Lịch sử
Từ triều Tự Đức, Châu Thới chỉ là một thôn thuộc tổng Thạnh An, huyện Phong Thạnh, phủ Ba Xuyên, tỉnh An Giang.
Vĩnh Hưng là một trong những đơn vị hành chính được thành lập từ những năm đầu của thế kỷ XX.
Ngày 15 tháng 6 năm 1867, thôn Châu Thới thuộc tổng Thạnh An, hạt Thanh tra Ba Xuyên.
Ngày 1 tháng 8 năm 1867, đổi thôn Châu Thới thuộc hạt Thanh tra Sóc Trăng.
Ngày 5 tháng 1 năm 1876, thôn Châu Thới gọi là làng Châu Thới thuộc hạt Tham biện Sóc Trăng.
Ngày 18 tháng 12 năm 1899, đổi làng Châu Thới thuộc tỉnh Sóc Trăng.
Ngày 30 tháng 8 năm 1916, làng Châu Thới, tổng Thạnh An thuộc quận Châu Thành mới lập của tỉnh Sóc Trăng.
Ngày 5 tháng 10 năm 1917, làng Vĩnh Hưng thuộc tổng Thạnh Hòa, quận Vĩnh Lợi.
Năm 1917, làng Châu Thới, tổng Thạnh An thuộc quận Phú Lộc mới lập của tỉnh Sóc Trăng.
Ngày 13 tháng 11 năm 1948, tỉnh Sóc Trăng giao làng Châu Thới về tỉnh Bạc Liêu. Làng Châu Thới hợp nhất với làng Long Thạnh thành làng Thạnh Thới.
Năm 1956, làng Châu Thới được gọi là xã Châu Thới thuộc quận Thạnh Trị, tỉnh Ba Xuyên và làng Vĩnh Hưng được gọi là xã Vĩnh Hưng.
Năm 1957, xã Vĩnh Hưng thuộc tổng Thạnh Hòa, quận Vĩnh Lợi, tỉnh Ba Xuyên.
Sau năm 1957, sáp nhập xã Vĩnh Hưng thuộc tổng Thạnh Hòa, quận Vĩnh Lợi vào tổng Thanh Bình, quận Phước Long.
Năm 1958, xã Vĩnh Hưng thuộc tổng Thanh Bình, quận Phước Long.
Ngày 24 tháng 12 năm 1961, xã Vĩnh Hưng nguyên thuộc quận Phước Long (lúc này được bàn giao cho tỉnh Chương Thiện mới được thành lập) được sáp nhập vào quận Giá Rai thuộc tỉnh Ba Xuyên.
Sau năm 1961, sáp nhập xã Vĩnh Hưng thuộc quận Giá Rai vào quận Vĩnh Lợi.
Năm 1964, xã Vĩnh Hưng thuộc tổng Thạnh Hòa, quận Vĩnh Lợi.
Sau năm 1964, sáp nhập xã Vĩnh Hưng thuộc tổng Thạnh Hòa, quận Vĩnh Lợi vào quận Giá Rai.
Theo thống kê năm 1965, xã Châu Thới có 4.853 người.
Sau năm 1966, nhập xã Châu Thới vào tổng Thạnh Hòa, quận Vĩnh Lợi.
Ngày 11 tháng 7 năm 1968, sáp xã Châu Thới thuộc quận Thạnh Trị, tỉnh Ba Xuyên vào quận Vĩnh Lợi thuộc tỉnh Bạc Liêu.
Năm 1970, xã Vĩnh Hưng thuộc quận Giá Rai.
Sau năm 1970, sáp nhập xã Vĩnh Hưng thuộc huyện Giá Rai vào huyện Vĩnh Lợi.
Ngày 11 tháng 3 năm 1970, Chính quyền Sài Gòn ban hành Sắc lệnh số 029/SL-NV về việc sáp nhập xã Châu Thới mới giải thể vào xã Châu Hưng thuộc quận Thạnh Trị, tỉnh Sóc Trăng và xã Vĩnh Hưng thuộc huyện Giá Rai, tỉnh Bạc Liêu.
Tháng 11 năm 1973, Khu uỷ Tây Nam Bộ ban hành Quyết định về việc tái lập tỉnh Bạc Liêu. Khi đó, xã Châu Thới thuộc huyện Vĩnh Lợi, tỉnh Bạc Liêu.
Sau ngày 30 tháng 4 năm 1975, xã Châu Thới được tái lập lại thuộc huyện Vĩnh Lợi.
Sau năm 1975, xã Châu Thới và xã Vĩnh Hưng thuộc huyện Vĩnh Lợi, tỉnh Bạc Liêu.
Ngày 20 tháng 9 năm 1975, Bộ Chính trị ban hành Nghị quyết số 245-NQ/TW về việc hợp nhất tỉnh Bạc Liêu, tỉnh Cà Mau và hai huyện An Biên, Vĩnh Thuận (ngoại trừ 2 xã Đông Yên và Tây Yên) của tỉnh Rạch Giá thành một tỉnh mới, tên gọi tỉnh mới cùng với nơi đặt tỉnh lỵ sẽ do địa phương đề nghị lên.
Ngày 20 tháng 12 năm 1975, Bộ Chính trị ban hành Nghị quyết số 19/NQ về việc hợp nhất tỉnh Bạc Liêu và tỉnh Cà Mau thành một tỉnh mới, tên gọi tỉnh mới cùng với nơi đặt tỉnh lỵ sẽ do địa phương đề nghị lên.
Ngày 24 tháng 2 năm 1976, Chính phủ Cách mạng Lâm thời Cộng hòa miền Nam Việt Nam ban hành Nghị định số 3/NQ/1976 về việc hợp nhất tỉnh Bạc Liêu và tỉnh Cà Mau thành một tỉnh mới, lấy tên là tỉnh Bạc Liêu – Cà Mau. Xã Châu Thới và xã Vĩnh Hưng thuộc huyện Vĩnh Lợi, tỉnh Bạc Liêu – Cà Mau.
Ngày 10 tháng 3 năm 1976, Chính phủ ban hành Nghị quyết về việc thành lập tỉnh Minh Hải trên cơ sở đổi tên tỉnh Bạc Liêu – Cà Mau. Khi đó, xã Châu Thới và xã Vĩnh Hưng thuộc huyện Vĩnh Lợi, tỉnh Minh Hải.
Ngày 25 tháng 7 năm 1979, Hội đồng Bộ trưởng ban hành Quyết định số 275-CP về việc:
- Chia xã Châu Thới thành 3 xã: Châu Thới, Thới Chiến, Thới Thắng.
- Chia xã Vĩnh Hưng thành xã Vĩnh Hưng và xã Vĩnh Hùng.

Ngày 14 tháng 2 năm 1987, Hội đồng Bộ trưởng ban hành Quyết định số 33B-HĐBT về việc:
- Sáp nhập xã Thới Chiến vào xã Châu Thới.
- Tách một phần diện tích và dân số của xã Châu Thới để sáp nhập vào xã Thới Thắng
- Sáp nhập xã Thới Thắng vào xã Hòa Hưng.
- Sáp nhập xã Minh Tân vào xã Vĩnh Bình; tách một phần diện tích và dân số của hai xã này để sáp nhập vào xã Minh Diệu và xã Vĩnh Hùng.
- Sáp nhập xã Vĩnh Hùng vào xã Vĩnh Hưng; tách một phần diện tích và dân số của xã Minh Tân để sáp nhập vào xã Vĩnh Hưng.

Sau khi phân vạch, điều chỉnh địa giới hành chính:
- Xã Châu Thới có 3.248 ha đất và 7.232 nhân khẩu.
- Xã Vĩnh Hưng có 4.576 ha đất và 2.265 nhân khẩu.

Ngày 9 tháng 11 năm 1990, Ban Tổ chức – Cán bộ của Chính phủ ban hành Quyết định số 483/QĐ-TCCP về việc sáp nhập một phần của xã Hòa Hưng mới giải thể vào xã Châu Thới.
Ngày 6 tháng 11 năm 1996, Quốc hội ban hành Nghị quyết về việc chia tỉnh Minh Hải thành tỉnh Bạc Liêu và tỉnh Cà Mau. Khi đó, xã Châu Thới và xã Vĩnh Hưng thuộc huyện Vĩnh Lợi, tỉnh Bạc Liêu.
Ngày 13 tháng 5 năm 2002, Chính phủ ban hành Nghị định số 55/2002/NĐ-CP về việc thành lập xã Vĩnh Hưng A thuộc huyện Vĩnh Lợi trên cơ sở điều chỉnh 2.080,93 ha diện tích tự nhiên và 9.380 nhân khẩu của xã Vĩnh Hưng.
Sau khi điều chỉnh địa giới hành chính, xã Vĩnh Hưng còn lại 2.283,07 ha diện tích tự nhiên và 9.637 nhân khẩu.
Ngày 26 tháng 7 năm 2005, Chính phủ ban hành Nghị định số 96/2005/NĐ-CP về việc thành lập huyện Hòa Bình thuộc tỉnh Bạc Liêu trên cơ sở một phần diện tích và dân số của huyện Vĩnh Lợi. Xã Châu Thới, xã Vĩnh Hưng, xã Vĩnh Hưng A trực thuộc huyện Vĩnh Lợi.
Ngày 6 tháng 4 năm 2007, Chính phủ ban hành Nghị định số 57/2007/NĐ-CP về việc thành lập thị trấn Châu Hưng thuộc huyện Vĩnh Lợi trên cơ sở điều chỉnh toàn bộ 265,23 ha diện tích tự nhiên và 1.438 nhân khẩu của ấp Xẻo Chích thuộc xã Châu Thới.
Sau khi điều chỉnh địa giới hành chính, xã Châu Thới còn lại 4.273,77 ha diện tích tự nhiên và 14.493 nhân khẩu.
Ngày 7 tháng 6 năm 2022, UBND tỉnh Bạc Liêu ban hành Quyết định số 225/QĐ-UBND về việc công nhận xã Vĩnh Hưng đạt tiêu chuẩn đô thị loại V.
Tính đến ngày 31/12/2024:
- Xã Châu Thới có 14 ấp: B1, B2, Bà Chăng A, Bà Chăng B, Bào Sen, Cai Điều, Công Điền, Giồng Bướm A, Giồng Bướm B, Nàng Rền, Nhà Việc, Trà Hất, Tràm 1, Xóm Lớn.
- Xã Vĩnh Hưng có 8 ấp: Đông Hưng, Nam Hưng, Nam Thạnh, Tam Hưng, Thạnh Hưng I, Thạnh Hưng II, Trần Nghĩa, Trung Hưng II.
- Xã Vĩnh Hưng A có 8 ấp: Bắc Hưng, Mỹ Phú Đông, Mỹ Trinh, Nguyễn Điền, Trung Hưng, Trung Hưng IA, Trung Hưng IB, Trung Hưng III.[18]

Ngày 12 tháng 6 năm 2025, Quốc hội ban hành Nghị quyết số 202/2025/QH15 về việc sắp xếp đơn vị hành chính cấp tỉnh (nghị quyết có hiệu lực từ ngày 12 tháng 6 năm 2025). Theo đó, sáp nhập tỉnh Bạc Liêu vào tỉnh Cà Mau.
Ngày 16 tháng 6 năm 2025, Ủy ban Thường vụ Quốc hội ban hành Nghị quyết số 1655/NQ-UBTVQH15 về việc sắp xếp các đơn vị hành chính cấp xã của tỉnh Cà Mau năm 2025 (nghị quyết có hiệu lực từ ngày 16 tháng 6 năm 2025). Theo đó, sáp nhập toàn bộ 23,04 km² diện tích tự nhiên, quy mô dân số là 12.491 người của xã Vĩnh Hưng và toàn bộ 22,55 km² diện tích tự nhiên, quy mô dân số là 12.262 người của xã Vĩnh Hưng A vào toàn bộ 45,95 km² diện tích tự nhiên, quy mô dân số là 16.910 người của xã Châu Thới thuộc huyện Vĩnh Lợi, tỉnh Bạc Liêu.
Xã Châu Thới có 91,54 km² diện tích tự nhiên và quy mô dân số là 41.663 người.

## Văn hóa
Trên địa bàn xã tập trung một số công trình tôn giáo:
- Chùa Vĩnh Thạnh toạ lạc tại ấp Tam Hưng.
- Miếu Chủ Hai tọa lạc tại ấp Nam Thạnh.
- Đình Thần Vĩnh Hưng tọa lạc tại ấp Nam Hưng.
- Miếu Ông Bổn tọa lạc tại ấp Trần Nghĩa.
- Thiền tự Vạn Thành tọa lạc tại ấp Trung Hưng II.
- Công trình khác: Nghĩa trang liệt sỹ của huyện Vĩnh Lợi.
- Ðền thờ Chủ tịch Hồ Chí Minh là Di tích lịch sử cấp quốc gia năm 1998.[21]
- Di tích khảo cổ Vĩnh Hưng là di tích quốc gia đặc biệt năm 2024.[22]